# Dschamāl
Dschamāl (arabisch جمال, DMG Ǧamāl ‚Schönheit‘) ist ein arabischer Vorname. In lateinischen Schreibweisen sind besonders auch Jamal und Gamal verbreitet.

## Varianten
Weitere lateinische Schreibvarianten sind u. a. Djamel, Dschemal, Dschamal, Jamaal oder Gamaal.
Die türkische Namensform lautet Cemal.
Ein verwandter weiblicher Vorname ist Dschamīla.
Von Dschamāl abgeleitet ist der (ursprünglich herkunftsanzeigende) Name Dschamāl-Zāde (Beispiel: Mohammad Ali Dschamalzade).

## Namensträger

### Vorname
- Dschamal al-Atassi (1922–2000), syrischer Politiker
- Gamal al-Banna (1920–2013), ägyptischer Islam-Gelehrter
- Gamal al-Ghitani (1945–2015), ägyptischer Schriftsteller und Journalist
- Gamal Abdel Nasser (1918–1970), ägyptischer Präsident
- Dschemal Pascha (1872–1922), Regierungsmitglied im Osmanischen Reich
- Dschemal Georgijewitsch Silagadse (1948–1991), sowjetischer Fußballspieler
- Dschemal Tschkuaseli (1935–2021), georgischer Dirigent

### Familienname
- Abbas El Gamal (* 1950), ägyptisch-US-amerikanischer Elektroingenieur
- Arsala Dschamal (1966–2013), afghanischer Politiker
- Dschamel al-Dschamal († 2014), palästinensischer Diplomat
- Mazen Gamal (* 1986), ägyptischer Squashspieler
- Tarik Al Gamal (* 1986), libyscher Fußballspieler
- Yousry Saber Hussein El-Gamal (* 1947), ägyptischer Politiker